# Luke Campbell
Luke Campbell, född 27 september 1987 i Kingston upon Hull, England, är en brittisk boxare som tog OS-guld i bantamviktsboxning 2012 på hemmaplan i London. 